# Енмеркар и господар Арате
Енмеркар и господар Арате је сумерски текст који древну сумерску легенду, а који је очуван захваљујући раним пост-сумерским копијама, сачињеним, у нео-сумерском периоду ( 21. век п. н. е.).
У њему се описују сукоби између Енмеркара, краља Унуг-Кулабе (Урук), и неименованог краља Арате (најверојатније у савременом Ирану или Јерменији). Познат је по бројним сличностима са причом о Кули Вавилонској из Књиге постанка.